# أسفل المعياف (سرار)
اسفل المعياف هي إحدى قرى عزلة سرار بمديرية سرار التابعة لمحافظة أبين، بلغ تعداد سكانها 21 نسمة حسب تعداد اليمن لعام 2004.